# Bandama
Bandama este o arie protejată (arie specială de conservare — SAC, sit de importanță comunitară — SCI) din Spania întinsă pe o suprafață de 592,9 ha, integral pe uscat.

## Localizare
Centrul sitului Bandama este situat la coordonatele 28°01′45″N 15°27′28″W / 28.0292°N 15.4578°V.

## Înființare
Situl Bandama a fost declarat sit de importanță comunitară în octombrie 1999 pentru a proteja un număr necunoscut de specii din flora spontană și fauna sălbatică aflate în arealul zonei. Situl a fost protejat și ca arie specială de conservare în ianuarie 2010.

## Biodiversitate
Situată în ecoregiunea , aria protejată conține 2 habitate naturale: Tufărișuri termo-mediteraneene și de pre-deșert, Păduri de Olea și Ceratonia.
La baza desemnării sitului se află un număr nedeclarat de specii protejate.